# Millettia
Millettia és un gènere de plantes amb flors que té 367 espècies dins la família. Són plantes natives de les regions tropicals i subtropicals del món.

## Algunes espècies
- Millettia aurea
- Millettia bussei
- Millettia capuronii
- Millettia conraui
- Millettia decipiens
- Millettia duchesnei De Wild.
- Millettia elongistyla
- Millettia eriocarpa
- Millettia galliflagrans
- Millettia grandis
- Millettia hitsika
- Millettia lacus-alberti
- Millettia laurentii (Wengué)[2]
- Millettia leucantha
- Millettia macrophylla
- Millettia micans
- Millettia mossambicensis
- Millettia nathaliae
- Millettia orientalis
- Millettia pachycarpa
- Millettia peguensis
- Millettia pinnata
- Millettia psilopetela
- Millettia pterocarpa
- Millettia richardiana
- Millettia sacleuxii
- Millettia schliebenii
- Millettia semsei
- Millettia sericantha
- Millettia stuhlmannii (Panga Panga)[3]
- Millettia sutherlandii
- Millettia taolanaroensis
- Millettia thonningii
- Millettia unifoliata
- Millettia utilis
- Millettia warneckei